# Cerna (gmina w okręgu Tulcza)
Cerna – gmina w Rumunii, w okręgu Tulcza. Obejmuje miejscowości Cerna, General Praporgescu, Mircea Vodă i Traian. W 2011 roku liczyła 3453 mieszkańców. 